# Holger Osieck
Holger Osieck (né le 31 août 1948 à Homberg, en Rhénanie-du-Nord-Westphalie) est un entraîneur de football allemand.

## Biographie
Holger Osieck était manager en Championnat du Japon de football avec les Urawa Red Diamonds.
Il a aussi été le sélectionneur adjoint de l'équipe nationale d'Allemagne pour la Coupe du monde 1990. Il gagnera le titre suprême contre l'Argentine de Diego Maradona. 
Il s'engagera ensuite avec l'Olympique de Marseille en tant qu'adjoint de Franz Beckenbauer.
En 1993, il est affecté par la FIFA à un projet spécial de développement en Afrique.
Le 29 septembre 1998, il prend les rênes de l'équipe nationale du Canada et ce jusqu'en 2003. Il remportera la Gold Cup 2000 avec la sélection canadienne.
Le 11 août 2010, il est nommé sélectionneur des Socceroos, l'équipe nationale de football australienne. Le 12 octobre 2013, au lendemain de la lourde défaite 6-0 face à l'équipe de France au Parc des Princes, la fédération Australienne licencie l’entraîneur allemand, et ce malgré la qualification de son équipe pour le mondial 2014.

## Parcours professionnel

### Joueurs
- 1965-1970 :  Eintracht Gelsenkirchen
- 1970-1972 :  SSV Hagen
- 1972-1976 :  FC Mülheim
- 1976-1977 :  FC Bocholt
- 1977 :  Vancouver Whitecaps
- 1978 :  Rot-Weiss Oberhausen

### Entraineurs
- 1991-1992 :  Vfl Bochum
- 1993-1995 :  Fenerbahçe SK
- 1995-1996 :  Urawa Red Diamonds
- 1997-1998 :  Kocaelispor
- 1998-2003 :  Canada
- 2007-2008 :  Urawa Red Diamonds
- 2010-oct.2013 :  Australie